# Форноли (Маса-Карара)
Форноли је насеље у Италији у округу Маса-Карара, региону Тоскана.
Према процени из 2011. у насељу је живело 180 становника. Насеље се налази на надморској висини од 157 м.